# Bartłomiej z Vicenzy
Bartłomiej z Vicenzy (ur. ok. 1200 w Breganze; zm. w 1270 w Vicenzy) – włoski Błogosławiony Kościoła katolickiego.

## Życiorys
Urodził się w 1200 roku. Studiował w Padwie i został członkiem zakonu dominikanów. Zmarł w 1270 roku i został pochowany w kościele Santa Corona. Jego kult jako błogosławionego potwierdził papież Pius VI w dniu 11 września 1793 roku, a jego wspomnienie obchodzone jest 27 października.